# Maciejewo (Braniewo)
Maciejewo (deutsch Maternhöfen) ist ein Weiler in der polnischen Woiwodschaft Ermland-Masuren innerhalb der Landgemeinde Braniewo (Braunsberg) im Powiat Braniewski (Kreis Braunsberg). Bis 1945 gehörte der Ort zum Kreis Heiligenbeil in Ostpreußen.

## Geographische Lage
Maciejewo liegt im Nordwesten der Woiwodschaft Ermland-Masuren, zwölf Kilometer südlich der ehemaligen und heute auf russischem Staatsgebiet gelegenen Kreisstadt Heiligenbeil (russisch Mamonowo) bzw. sieben Kilometer östlich der heutigen Kreismetropole Braniewo (deutsch Braunsberg).

## Geschichte
Erstmals erwähnt wurde das seinerzeitige Matternheffen im Jahre 1409. Nach 1704 hieß der Gutsort Matternhöfen, und erst in der Zeit nach 1871 schrieb sich sein Name Maternhöfen. Der Hochmeister des Deutschen Ordens, Ulrich von Jungingen, erteilte am 9. April 1409 die Genehmigung zur Siedlungsgründung. 500 Meter östlich des Guts entstand später eine Ziegelei. Über 150 Jahre war der Ort mit dem Namen der Familie Maibaum verbunden, die Eigentümer des Guts war. Ab dem 18. Jahrhundert wechselten seine Besitzer häufig.
Der Gutsbezirk Maternhöfen kam 1874 zum neu gebildeten Amtsbezirk Grunenfeld (polnisch Gronówko) im ostpreußischen Kreis Heiligenbeil, Regierungsbezirk Königsberg. Im Jahre 1910 zählte Maternhöfen 56 Einwohner.
Wie Neu Damerau (polnisch Nowa Dąbrowa) – aus dem Amtsbezirk Grunau (polnisch Gronowo) – verlor Maternhöfen am 30. September 1928 seine Eigenständigkeit, als sich nämlich beide Orte mit dem Gutsbezirk Sonnenstuhl (polnisch Świętochowo) zur neuen Landgemeinde Sonnenstuhl im Amtsbezirk Grunenfeld zusammenschlossen.
Am 19. März 1945 wurde Maternhöfen von der Sowjetarmee eingenommen. Bis dahin war seit 1933 der (letzte) Gutsbesitzer auf Maternhöfen Hans Jungclausen.
Das Dorf kam mit dem gesamten südlichen Ostpreußen 1945 in Kriegsfolge zu Polen und erhielt die polnischen Namensform „Maciejewo“. Der heutige Weiler gehört zur Gmina Braniewo im Powiat Braniewski, von 1975 bis 1998 der Woiwodschaft Elbląg, seither der Woiwodschaft Ermland-Masuren zugehörig.

## Religion
Bis 1945 war Maternhöfen evangelischerseits in die Kirche Lindenau (polnisch Lipowina) im Kirchenkreis Heiligenbeil in der Kirchenprovinz Ostpreußen der Kirche der Altpreußischen Union, römisch-katholischerseits in die Pfarrei Heiligenbeil im damaligen Bistum Ermland eingegliedert. Die heute überwiegend römisch-katholische Einwohnerschaft gehört zur Pfarrkirche in Lipowina, nun im Erzbistum Ermland.

## Verkehr

### Straße
Maciejewo liegt an der verkehrsreichen Woiwodschaftsstraße 507, die vor 1945 als deutsche Reichsstraße 142 von Braunsberg nach Allenstein führte, und heute von Braniewo bis nach Dobre Miasto (Guttstadt) verläuft. Östlich des Dorfes führt die ehemalige deutsche Reichsautobahn Berlin–Königsberg vorbei, die heute als polnische Schnellstraße S 22 hier über eine Anschlussstelle verfügt, die als „Braniewo Połnoc“ („Braunsberg Nord“) gekennzeichnet ist.

### Eisenbahnbetrieb
Maciejewo liegt an der früheren Bahnstrecke (Allenstein) Göttkendorf–Braunsberg, die heute von der Polnischen Staatsbahn (PKP) als Bahnstrecke Olsztyn Gutkowo–Braniewo befahren wird. War früher das Dorf Vogelsang die nächste Bahnstation, so ist es heute die gleiche Station, die nun aber der Haltepunkt Grodzie ist.